# Cohors III Hispanorum
Die Cohors III Hispanorum (deutsch 3. Kohorte der Hispanier) war eine römische Auxiliareinheit. Sie ist durch Inschriften und Ziegelstempel belegt.

## Namensbestandteile
- Cohors: Die Kohorte war eine Infanterieeinheit der Auxiliartruppen in der römischen Armee.

- III: Die römische Zahl steht für die Ordnungszahl die dritte (lateinisch tertia). Daher wird der Name dieser Militäreinheit als Cohors tertia .. ausgesprochen.

- Hispanorum: der Hispanier. Die Soldaten der Kohorte wurden bei Aufstellung der Einheit auf dem Gebiet der römischen Provinz Hispanien rekrutiert.

Da es keine Hinweise auf die Namenszusätze milliaria (1000 Mann) und equitata (teilberitten) gibt, ist davon auszugehen, dass es sich um eine Cohors quingenaria peditata, eine reine Infanterie-Kohorte, handelt. Die Sollstärke der Einheit lag bei 480 Mann, bestehend aus 6 Centurien mit jeweils 80 Mann.

## Geschichte
Die Kohorte wurde vermutlich unter Augustus aufgestellt, möglicherweise schon vor 27 v. Chr.; zu einem unbestimmten Zeitpunkt wurde sie nach Germania verlegt, wo sie in der ersten Hälfte des 1. Jahrhunderts n. Chr. belegt ist. Der weitere Verbleib der Kohorte ist unsicher.

## Standorte
Standorte der Kohorte in Germania waren möglicherweise:
- Kloten: Ziegel[2] mit dem Stempel der Einheit wurden hier gefunden.
- Vindonissa (Windisch): eine Inschrift[3] und Ziegel[4] mit dem Stempel der Einheit wurden hier gefunden.

Ein Ziegel mit dem Stempel der Einheit wurde darüber hinaus bei Geißlingen gefunden.

## Angehörige der Kohorte
Folgende Angehörige der Kohorte sind bekannt.
- Caenus, ein Centurio (AE 1972, 353)
- Sextus Caesius Propertianus, ein Präfekt